# La Cañada, Tizapán el Alto
La Cañada är en ort i Mexiko.   Den ligger i kommunen Tizapán el Alto och delstaten Jalisco, i den centrala delen av landet, 400 km väster om huvudstaden Mexico City. La Cañada ligger 1 600 meter över havet och antalet invånare är 333.
Terrängen runt La Cañada är kuperad söderut, men norrut är den platt. Runt La Cañada är det ganska tätbefolkat, med 58 invånare per kvadratkilometer. Närmaste större samhälle är Tizapán el Alto, 3,4 km norr om La Cañada. I omgivningarna runt La Cañada växer huvudsakligen savannskog.